# Мененії (рід)
Мененії — патриціанський рід у Стародавньому Римі. Походив напевне з сільської місцини Лаціума або Кампанії. Його представники займали посаду консула 11 разів. Представники роду мали когномен Ланат.

## Найвідоміші представники роду
- Агріппа Мененій Ланат, консул 503 року до н. е., замирив плебеїв та патриціїв у 494 році до н. е.
- Тит Мененій Ланат, консул 477 року до н. е., зазнав поразки від етрусків.
- Тит Мененій Ланат, консул 452 року до н. е.
- Луцій Мененій Агріппа Ланат, консул 440 року до н. е.
- Агріппа Мененій Ланат, консул 439 року до н. е., син попереднього
- Ліціній Мененій Ланат, чотириразовий військовий трибун з консульською владою 387, 380, 378 і 376 років до н. е.